# Océane Michelon
Océane Michelon (ur. 4 marca 2002 w Chambéry) – francuska biathlonistka, medalistka mistrzostw świata, trzykrotna medalistka mistrzostw świata juniorek.

## Kariera
Po raz pierwszy na arenie międzynarodowej pojawiła się w 2020 roku, startując na mistrzostwach świata juniorów w Lenzerheide. Zdobyła tam brązowy medal w sprincie, w sztafecie była piąta, w biegu pościgowym jedenasta, a w biegu indywidualnym piętnasta. Na rozgrywanych rok później mistrzostwach świata juniorów w Obertilliach zwyciężyła jej najlepszym wynikiem był dziesiąte miejsce w biegu pościgowym. Brała też udział w mistrzostw świata juniorów w Soldier Hollow w 2022 roku, zdobywając srebrny medal w biegu indywidualnym i brązowy w sztafecie.
W zawodach Pucharu Świata zadebiutowała 5 stycznia 2024 roku w Oberhofie, zajmując 28. miejsce w sprincie. Tym samym już w debiucie zdobyła pierwsze punkty. Na podium zawodów tego cyklu pierwszy raz stanęła 8 marca 2025 roku w Novym Měscie, kończąc bieg pościgowy na trzeciej pozycji. Wyprzedziły ją tylko rodaczka, Julia Simon i Szwedka Hanna Öberg.
Wystartowała na mistrzostwach świata w Lenzerheide w 2025 roku, zdobywając złoty medal w sztafecie i srebrny w biegu masowym.

## Osiągnięcia

### Mistrzostwa świata
| Rok  | Miejscowość | Konkurencje | Konkurencje | Konkurencje | Konkurencje | Konkurencje | Konkurencje | Konkurencje |
| Rok  | Miejscowość | IN          | SP          | PU          | MS          | RL          | MR          | SR          |
| ---- | ----------- | ----------- | ----------- | ----------- | ----------- | ----------- | ----------- | ----------- |
| 2025 | Lenzerheide | 18.         | 12.         | 13.         | 2.          | 1.          | –           | –           |

### Mistrzostwa świata juniorów
| Rok  | Miejscowość    | Konkurencje | Konkurencje | Konkurencje | Konkurencje | Konkurencje | Konkurencje | Konkurencje |
| Rok  | Miejscowość    | IN          | SP          | PU          | MS          | RL          | MR          | SR          |
| ---- | -------------- | ----------- | ----------- | ----------- | ----------- | ----------- | ----------- | ----------- |
| 2020 | Lenzerheide    | 15.         | 3.          | 11.         | nd.         | 5.          | nd.         | nd.         |
| 2021 | Obertilliach   | 26.         | 23.         | 10.         | nd.         | –           | nd.         | nd.         |
| 2022 | Soldier Hollow | 2.          | 28.         | 11.         | nd.         | 3.          | nd.         | nd.         |

### Puchar Świata

#### Miejsca w klasyfikacji generalnej
| Sezon     | Miejsce |
| --------- | ------- |
| 2023/2024 | 74.     |
| 2024/2025 | 5.      |

#### Miejsca na podium w zawodach Pucharu Świata chronologicznie
| Lp. | Dzień   | Rok  | Miejscowość          | Konkurencja             | Lokata | Pudła   | Czas biegu | Strata | Zwycięzca   |
| --- | ------- | ---- | -------------------- | ----------------------- | ------ | ------- | ---------- | ------ | ----------- |
| 1.  | 8 marca | 2025 | Nové Město na Moravě | Bieg pościgowy na 10 km | 3.     | 1+0+0+1 | 30:56,0    | +19,2  | Julia Simon |